# Козарево
Козарево е село в Югоизточна България. То се намира в община Тунджа, област Ямбол.

## История
Старото име на село Козарево е Кедикево.